# Skoki z klifów na Mistrzostwach Świata w Pływaniu 2019
Zawody w skokach z klifów na 18. Mistrzostwach Świata w Pływaniu odbyły się w dniach 22–24 lipca 2019 r. na boisku Uniwersytetu Chosun.

## Harmonogram
Zostały rozegrane dwie konkurencje.
| Data     | Godzina UTC+09:00 | Godzina CEST | Konkurencja                  |
| -------- | ----------------- | ------------ | ---------------------------- |
| 22 lipca | 11:30             | 04:30        | Kobiety (20 m) – rundy 1-2   |
| 22 lipca | 14:00             | 07:00        | Mężczyźni (27 m) – rundy 1-2 |
| 23 lipca | 12:00             | 05:00        | Kobiety (20 m) – rundy 2-4   |
| 24 lipca | 12:00             | 05:00        | Mężczyźni (27 m) – rundy 3-4 |

## Medaliści
| Konkurencja           | Złoto                        | Złoto  | Srebro                           | Srebro | Brąz                               | Brąz   |
| Konkurencja           | Zawodnik / Zawodniczka       | Wynik  | Zawodnik / Zawodniczka           | Wynik  | Zawodnik / Zawodniczka             | Wynik  |
| Mężczyźni (szczegóły) | Gary Hunt · Wielka Brytania  | 442,20 | Steven LoBue · Stany Zjednoczone | 433,65 | Jonathan Paredes · Meksyk          | 430,15 |
| Kobiety (szczegóły)   | Rhiannan Iffland · Australia | 298,05 | Adriana Jiménez · Meksyk         | 297,90 | Jessica Macaulay · Wielka Brytania | 295,40 |

## Klasyfikacja medalowa
| Miejsce | Państwo           | Złoto | Srebro | Brąz | Razem |
| ------- | ----------------- | ----- | ------ | ---- | ----- |
| 1.      | Wielka Brytania   | 1     | 0      | 1    | 2     |
| 2.      | Australia         | 1     | 0      | 0    | 1     |
| 3.      | Meksyk            | 0     | 1      | 1    | 2     |
| 4.      | Stany Zjednoczone | 0     | 1      | 0    | 1     |
| Razem   | Razem             | 2     | 2      | 2    | 6     |